# دييغو توريس
دييغو أنتونيو كاسيا توريس  (بالإسبانية: Diego Antonio Caccia Torres) ويعرف اختصارا ب دييغو توريس  (بالإسبانية: Diego Torres) (9 مارس 1971 ببوينس آيرس، الأرجنتين)، هو مغني، ملحن، كاتب أغاني وممثل (في السينما، التلفزيون والمسرح) أرجنتيني. ترشح لجائزة غرامي مرتين. وهو ابن أسطورة الغناء الأرجنتينية لوليتا توريس (1930–2002).

## حياته
ولد دييغو توريس في بوينس آيرس بالأرجنتين. وهو ابن المغنية والممثلة الأشهر في الأرجنتين لوليتا توريس. في 1989، بدأت حياة توريس المهنية كمغني في فرقة لا ماركا (بالإسبانية: La Marca). بعد ذلك، خطى أول تجربة له في التلفزيون في السلسلة التلفزيونية فرقة الصاروخ الذهبي (بالإسبانية: La Banda del Golden Rocket) والذي أبقاه لامعا ل3 سنوات. كان يحب كرة القدم. فاز توريس ب3 جوائز كما ترشح ل17 أخرى في جوائز غرامي.
في 1992، أطلق أول ألبوم له بإسمه دييغو توريس (بالإسبانية: Diego Torres) من إنتاج كاكورو لوبيز، الذي فاز ب3 جوائز بلاتينية. بعد سنتين، ابتعد قليلا عن التلفزيون، وأطلق ألبومه الثاني باسم حاول أن تكون أفضل (بالإسبانية: Tratar de estar mejor)، وفاز ب5 جوائز بلاتينية في الأرجنتين، وذهبية وبلاتينية في دول أمريكا اللاتينية أخرى. جعل منه هذا الألبوم يقفز إلى العالمية.
في 1996، أنتج المنتج الإيطالي سيلسو فايي ثالث أبلومات توريس بعنوان القمر الجديد (بالإسبانية: Luna Nueva). بعد أشهر، بدأ توريس جولة موسيقية مع فرقته في جميع أنحاء أمريكا اللاتينية، الولايات المتحدة وإسبانيا. طرح الألبوم في الأسواق، وحاز سريعا على الجائزة البلاتينية في الأرجنتين.
في 1999، سجل رابع ألبوم له باسم مثل هذا (بالإسبانية: Tal Cual Es) من إنتاج كاكورو لوبيز. أظهر هذا الألبوم موهبة توريس وإبداعه في جمع وخلط مختلف النغمات اللاتينية، مثل الفلامنكو ومختلف الأصوات الاستوائية الأخرى.
ألبوم توريس القادم جاء باسم عالم مختلف  (بالإسبانية: Un Mundo Diferente) والذي سُجل في النصف الثاني من 2001 في بوينس آيرس وميامي. يقدم الألبوم مجموعة متنوعة من الأنماط ويدمج عدة إيقاعات لاتينية موجودة في جل الأغاني. ومن أنجح أغاني هذا الألبوم لون الأمل (بالإسبانية: Color Esperanza)، التي ترشحت لجائزة غرامي في 2003.
في 2006، أطلق سادس ألبوماته الذهاب (بالإسبانية: Andando)، وسابعهم في سنة 2010 باسم مخلتف (بالإسبانية: Distinto).
آخر ألبوماته حياة جيدة (بالإسبانية: Buena Vida) الذي أطلق سنة 2015، ترشح لجائزة غرامي كأفضل ألبوم بوب لاتيني.

## أعماله

### المسلسلات
- 1989: نحن وآخرون (بالإسبانية: Nosotros y los otros)
- 1991: الدهون والنحيف  (بالإسبانية: El gordo y el flaco)
- 1991–1993: فرقة الصاروخ الذهبي (بالإسبانية: La Banda del Golden Rocket)
- 2013: الجيران في حرب (بالإسبانية: Los vecinos en guerra)

### الأفلام
- 1999: الانتقام (بالإسبانية: La venganza)
- 2003: لعبة أرسيبيل (بالإسبانية: El juego de Arcibel)
- 2012: غرباء في الليل (بالإسبانية: Extraños en la noche)

### المسرحيات
- 1991: فوكس (بالإسبانية: El Zorro)
- 1992: فرقة الصاروخ الذهبي (بالإسبانية: La Banda del Golden Rocket)

## ديسكوغرافيا

### ألبومات
- 1992: دييغو توريس (بالإسبانية: Diego Torres)
- 1994: حاول أن تكون أفضل (بالإسبانية: Tratar de estar mejor)
- 1996: القمر الجديد (بالإسبانية: Luna Nueva)
- 1999: مثل هذا (بالإسبانية: Tal Cual Es)
- 2001: عالم مختلف  (بالإسبانية: Un Mundo Diferente)
- 2006: الذهاب (بالإسبانية: Andando)
- 2010: مخلتف (بالإسبانية: Distinto)
- 2015: حياة جيدة (بالإسبانية: Buena Vida)

## الجوائز
| السنة | الجائزة           | الفئة                      | الفيلم/المسلسل                         | النتيجة |
| ----- | ----------------- | -------------------------- | -------------------------------------- | ------- |
| 2013  | جائزة مارتن فييرو | أفضل ممثل في سلسلة كوميدية | الجيران في حرب (Los vecinos en guerra) | رُشِّح     |